# Шэнэхэн
Шэнэхэ́н (бур. Шэнэхээн, монг. Шинэхэн) — местность в Эвенкийском хошуне Хулун-Буирского городского округа Внутренней Монголии Китая. Находится недалеко от административного центра — города Хайлар. Численность бурят — около 7000 человек.

## Название
Название Шэнэхэн образовано от бурятского слова «шэнэхээн» — «довольно новый», «новый». В данном контексте подразумевается как «новая земля» или «новое место жительства».

## История заселения
Заселение бурятами этих степей началось в 1903 году и продолжалось до 1930-х годов. Основная масса переселенцев была с территории современного Агинского Бурятского округа, в частности, с берегов Онона и Торея, Адун-Челона, Борзи, Харанора, Хада Булака.
Основными причинами эмиграции бурят из Российской империи и СССР послужило несколько причин: 1) нехватка пастбищных земель из-за массового переселения крестьян из западных районов России, 2) революции и гражданская война, 3) коллективизация конца 1920-х — начала 1930-х годов. Таким образом, были три большие волны миграции.
Правительство Китая выделило новым своим согражданам территорию, площадью около 9 тыс. км², ныне являющейся частью Эвенкийского хошуна Хулун-Буирского городского округа Внутренней Монголии. Соотношение численности бурят и эвенков здесь зеркально противоположно тому, что сложилось в России: если в России бурят больше эвенков на несколько порядков, то в Эвенкийском хошуне эвенков больше бурят уже в три раза.

## Современность
Шэнэхэн — место компактного расселения бурят, расположен вблизи города Хайлар. В Шэнэхэн входят три бурятских сомона. Самый крупный из них — Барун-сомон, с населением более 3600 человек. Большая часть жителей занята в животноводстве. Численность скота — коров, овец, лошадей и верблюдов, — только в одном Барун-сомоне составляет более 150 тыс. голов.
В последние десятилетия многие буряты, особенно молодого возраста, переезжают в города Внутренней Монголии и поступают на наёмные работы, либо открывают собственный бизнес: кафе, закусочные, гостиницы, магазины и т. д. Дело это нелегкое, приходится выдерживать острую конкуренцию с китайцами, монголами и эвенками.
С начала 1990-х годов уже несколько сотен шэнэхэнских бурят вернулись на постоянное местожительство в Россию, главным образом, в Бурятию и Агинский автономный округ. Однако процесс этот не стал массовым: многие буряты считают своей родиной уже Шэнэхэн и покидать её не собираются. Кроме того, благосостояние жителей КНР, и Внутренней Монголии в частности, медленно, но верно повышается, плюс жить там дешевле, чем в России.
Шэнэхэн стал благоприятным оазисом для сохранения бурятского языка, старых традиций и культуры.

## Фотогалерея
Шэнэхэнские буряты. Лето 2017 года.